# Some Loud Thunder
Albums de Clap Your Hands Say Yeah
Clap Your Hands Say Yeah
(2005) Live at Lollapalooza 2007: Clap Your Hands Say Yeah
(2007)
Some Loud Thunder est le deuxième album des Clap Your Hands Say Yeah sorti en 2007.
L'accueil critique a été positif, avec notamment une note de 7,2/10 par Pitchfork.

## Titres
1. Some Loud Thunder
2. Emily Jean Stock
3. Mama, Won't You Keep Them Castles in the Air and Burning?
4. Love Song No. 7
5. Satan Said Dance
6. Upon Encountering the Crippled Elephant
7. Goodbye to Mother and the Cove
8. Arm and Hammer
9. Yankee Go Home
10. Underwater (You and Me)
11. Five Easy Pieces
12. The Sword Song (version japonaise et piste bonus iTunes)